# 蒂布尔蒂纳路圣亚大纳削堂
蒂布尔蒂纳路圣亚大纳削堂 (義大利語：chiesa di Sant'Atanasio a Via Tiburtina) 是一座罗马天主教教堂 领衔堂区 位于意大利罗马皮特拉塔区的 via Achille Benedetti 11号。

## 历史
该堂建于20世纪，供奉亚大纳削。1961年3月11日由枢机主教克莱门特·米卡拉祝圣。1991年6月28日若望保禄二世封为领衔堂区，为枢机主教驻地现任枢机为嘉俾厄尔·祖贝尔·瓦科。
洗礼字体]。

## 建筑
该堂为希腊十字平面，四扇大窗户分别象征圣体、圣血、亚大纳削和圣灵。正祭台是半圆形的，背景是《最后的晚餐》。祭台左侧是18世纪绘画《圣母升天》，右侧是带石灰圆顶的領洗池，靠近圣若翰洗者铜像。

## 历任枢机
- 亚历山大·托迪亚(1991年6月28日—2002年5月22日)
- 嘉俾厄尔·祖贝尔·瓦科 (2003年10月21日 – )